# آبلی‌سور
آبِلی‌سور (نام علمی: Abelisaurus) (به معنی سوسمارِ آبِل)، یک دایناسور جانورپای گوشت‌خوار مربوط به دوره کرتاسه پسین می‌باشد. این جانور ۷۵ تا ۷۰ میلیون سال پیش می‌زیسته که بیش از ۷ تا ۹ متر طول و ۱۵۰۰ کیلوگرم وزن داشت‌است. سنگوارهٔ آبلی‌سور در پاتاگونیا آرژانتین کشف شده‌است و در سال ۱۹۸۵ به وسیله بوناپارت نام‌گذاری شد. گونه خاص این جنس آبلی‌سور کوماهونسیس نام دارد.